# Rutin
Rutin, imenovan tudi rutozid in kvercetin-3-rutinozid, je naravni flavonoid in antioksidant. To učinkovino poleg drugih flavonoidov (kvercitrin, hiperozid) uvrščamo med vitamin P, čeprav ni striktno vitamin. Ajda spada med rastline z najvišjo vsebnostjo flavonoida rutozida, ki je zastopan predvsem v listih in cvetovih. Homeopati uporabljajo svežo rastlino za izdelavo homeopatskih pripravkov, v fitoterapevtske namene pa služi posušena zel. Vsebnost rutozida je največja ob začetku cvetenja in se do zrelosti plodov močno zniža. Drugi viri rutina so še:marelica, češnja, sliva, šipek, maline,… Ni pa ga moč najti v drugih vrstah zrn (riž, pšenica). Rutin je dobro topen v vodi, zato si iz droge lahko pripravljamo poparek. Kot prehransko dopolnilo se ga uporablja predvsem peroralno v obliki zdravilnih čajev, kapsul ali tablet. 
Delovanje:
- Rutin je učinkovit antioksidant s sposobnostjo ukleščenja kovinskih ionov, kot je železo in tako zmanjšuje Fentonovo reakcijo, pri kateri nastajajo škodljivi kisikovi radikali. Rutin s tem zavira lipidno peroksidacijo, katere posledice so poškodbe celične membrane.[1]
- Rutin zmanjšuje preveliko prepustnost kapilar in povečuje mikrocirkulacijo - pretok krvi v kapilarah. Posledica krepitve kapilar je preprečevanje edemov, izboljšajo se znaki venskega popuščanja, ki vodijo do kronične bolezni ven na nogah (krčne žile). Poleg venskega popuščanja so ugodni učinki na krepitev kapilar želeni tudi pri drugih bolezenskih stanjih, npr. pri hemoroidih, krvavitvah iz dlesni in nosu, revmatičnih obolenjih in artritisu.
  - Mesto delovanja je kapilarni endotelij - notranja plast žilne stene, kjer rutozid deluje kot zaviralec hialuronidaze. Ta encim razgrajuje hialuronsko kislino, ki skrbi za uravnavanje prepustnosti žilne stene. Koncentracija hialuronidaze se poveča pri vnetnih procesih - žilna stena postane ohlapna in prepustna, posledica je nabiranje vode v tkivu oz. edemi.[4]
- antimikrobno in virustatično delovanje rutina [1]
- določene raziskave poročajo tudi o antikancerogenem delovanju rutina [1]
- krepi delovanje vitamina C – pomembno vzajemno delovanje [5]

Povzetki nekaterih kliničnih raziskav:
- V študiji na bolnikih z motnjami krvnega obtoka je po 6 tedenskem jemanju pripravka zeli ajde prišlo do izboljšanja znakov glede na oceno bolnika (bolečina, krči, otekle noge) in glede na rezultate fizikalnih meritev (npr. elastičnost, zmanjšan obsega edema)

- Klinična študija, v kateri so bolniki s kroničnim venskim popuščanjem 12 tednov pili čaj iz zeli ajde, je pokazala značilno izboljšanje stanja - zmanjša nastajanje edemov (zmanjšanje volumna stopal in spodnjega dela nog, kapilarne prepustnosti in premera obeh femoralnih ven) brez opaženih neželenih učinkov.

- Tudi rezultati druge klinične študije z 12-tedenskim zdravljenjem bolnikov s kroničnim venskim popuščanjem s kombinacijo flavonoida trokserutina in zeli ajde v obliki tablet so bili dobri: zmanjšanje edema v spodnjem delu nog, izboljšanje kliničnih znakov in dobro prenašanje.[4]

Opozorilo:
Pri rednem uživanju ajde lahko pride do zatesnitve žil in morda tudi zožitve. Posledica je lahko rahlo zvišanje krvnega tlaka. Ljudje s povišanim ali visokim krvnim tlakom in tisti, ki so k temu nagnjeni, ajde ne smejo uživati vsak dan.
Viri
1. 1 2 3 4  »arhivska kopija«. Arhivirano iz prvotnega spletišča dne 9. maja 2011. Pridobljeno 9. maja 2011.
2. ↑  »arhivska kopija«. Arhivirano iz prvotnega spletišča dne 8. junija 2012. Pridobljeno 9. maja 2011.
3. ↑  »arhivska kopija«. Arhivirano iz prvotnega spletišča dne 23. junija 2011. Pridobljeno 9. maja 2011.
4. 1 2  http://www.gorenjske-lekarne.si/si/zdravilne-rastline_3/navadna-ajda
5. ↑  »arhivska kopija«. Arhivirano iz prvotnega spletišča dne 8. junija 2012. Pridobljeno 9. maja 2011.